# Дербі (Лінчепінг)
БК «Дербі» (швед. Bollklubben Derby) — шведський футбольний клуб із міста Лінчепінг. 

## Історія
Заснований 15 квітня 1912 року. 
У 1981 році після злиття з клубом ІФ СААБ сформував Лінчепінг ФФ. Однак після реформи 1984 року клуб БК «Дербі» знову відділився, а 2003 року об'єднався з клубом БК «Вольфрам». Деякий час мав назву БК «Дербі/Вольфрам», але знов повернувся до старої. 
У 1925 році завоював срібні медалі в чемпіонаті Швеції. Провів у вищому дивізіоні 1 сезон (1977): зіграв 26 матчів, у яких здобув 3 перемоги, 6 нічиїх і 17 поразок, різниця м'ячів 18-53.
У сезоні 2020 року виступає у 6-й лізі (Дивізіон 4) Швеції.

## Досягнення
Чемпіонат Швеції:
- 2-е місце (1): 1925.

Аллсвенскан:
- 14-е місце (1): 1977.